# Pareja reproductora

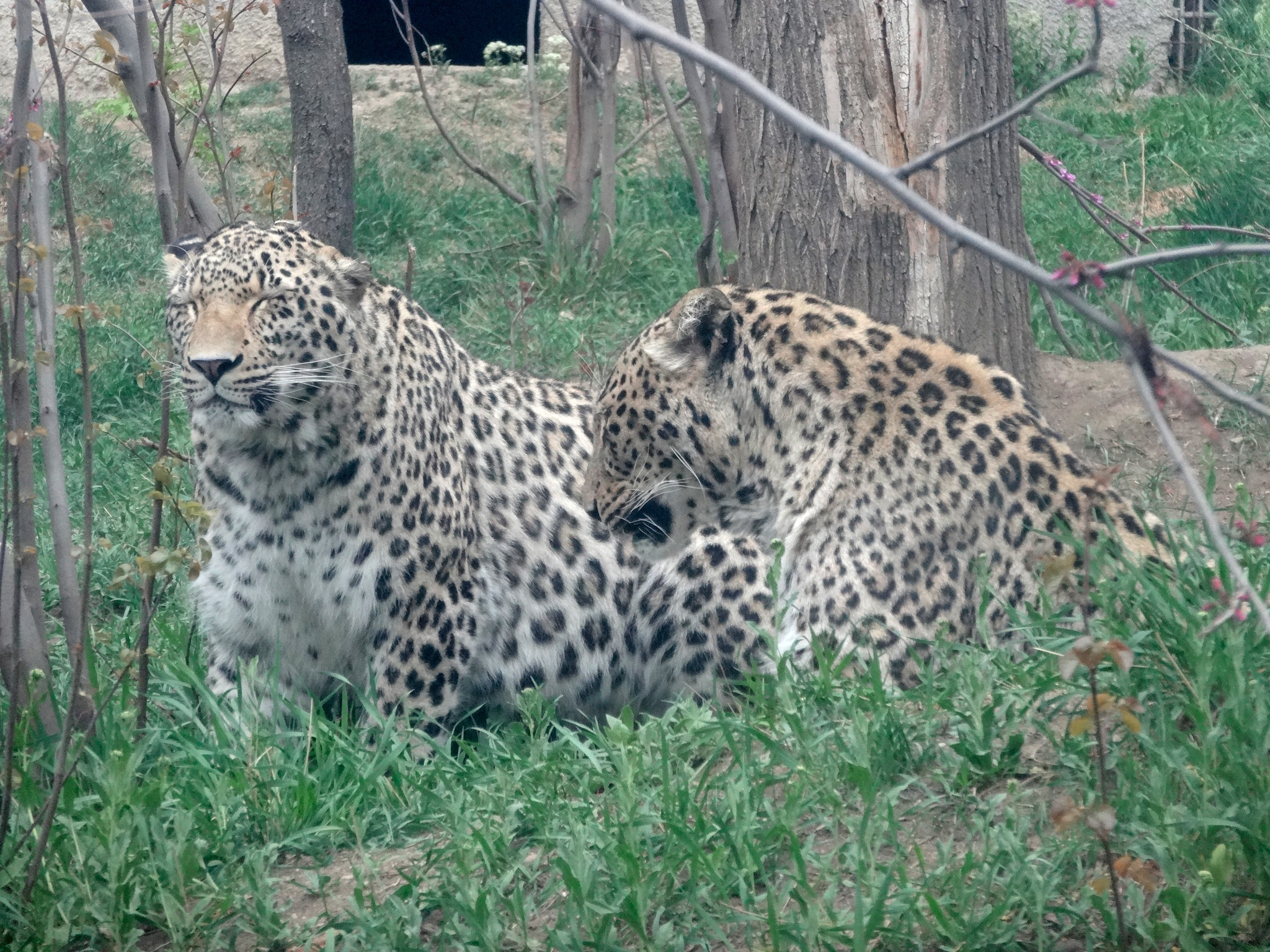
Una pareja reproductora de leopardos persas.

Una pareja reproductora es un dúo de animales que cooperan en el tiempo para producir descendencia con cierto vínculo entre los individuos. Por ejemplo, muchas aves se reproducen durante el transcurso de una temporada de reproducción, o de por vida en ocasiones. Las aves podrían compartir algunas o todas las tareas involucradas durante la reproducción. Por ejemplo: una pareja reproductora de aves podría compartir la construcción de un nido, la incubación de los huevos y la alimentación y protección de la cría. Por lo general, este término no se utiliza cuando un macho tiene un harén de hembras, como sucede con los gorilas de montaña.
Las auténticas parejas reproductoras solo se encuentran en los vertebrados, sin embargo, existen excepciones destacables, como el insecto palo de la isla de Lord Howe. Por otra parte, son raras en los anfibios y reptiles; no obstante, una excepción es el escinco rugoso australiano con lazos de pareja a largo plazo. Ciertas especies de peces forman parejas a corto plazo y se cree que el pez ángel francés forma vínculos de pareja a largo plazo. Las auténticas parejas reproductoras son bastante comunes en las aves, sin embargo, son poco comunes en los mamíferos, en las que los patrones que prevalecen son que el macho y la hembra se reúnen solo para la copulación (por ejemplo, el oso pardo), o que los machos dominantes tengan un háren de hembras (por ejemplo, la morsa). 